# Stekelstaarteekhoorns
Stekelstaarteekhoorns (Anomaluridae) zijn een familie van de knaagdieren die tegenwoordig alleen nog maar in Afrika voorkomt. Ze danken hun naam aan een soort stekels op de onderkant van de staart. Tegenwoordig bestaan er nog twee geslachten: de Afrikaanse vliegende eekhoorns, Anomalurus en vliegende slaapmuizen, Idiurus. Beide geslachten bezitten een vlieghuid, in tegenstelling tot de niet-vliegende anomaluren (Zenkerellidae) die dat niet hebben.

## Uiterlijke kenmerken
De kleinste soort is Zenkers vliegende slaapmuis (Idiurus zenkeri), met een kop-romplengte vanaf 6.5 cm, een staart vanaf 7 cm en een gewicht vanaf 14 gram. De grootste soort is de Pelstekelstaarteekhoorn (Anomalurus pelii) met een kop-romplengte tot 46 cm, een staart tot 45 cm en een gewicht tot 1800 gram. Ze eten allerlei plantaardig voedsel en soms insecten.

## Taxonomie
De familie omvat de volgende geslachten en (levende) soorten:
- Familie: Anomaluridae
  - Geslacht: Nementchamys †
  - Geslacht: Pondaungimys †
  - Geslacht: Anomalurus (Afrikaanse vliegende eekhoorns)
    - Soort: Anomalurus beecrofti (Beecroftstekelstaarteekhoorn)
    - Soort: Anomalurus derbianus
    - Soort: Anomalurus pelii (Pelstekelstaarteekhoorn)
    -  Soort: Anomalurus pusillus (Dwergstekelstaarteekhoorn)

  -  Geslacht: Idiurus (Vliegende slaapmuizen)
    - Soort: Idiurus macrotis (Grootorige vliegende slaapmuis)
    -  Soort: Idiurus zenkeri (Zenkers vliegende slaapmuis)